# Liste des Z 92050
Cette page est une annexe de l'article « Z 92050 ».

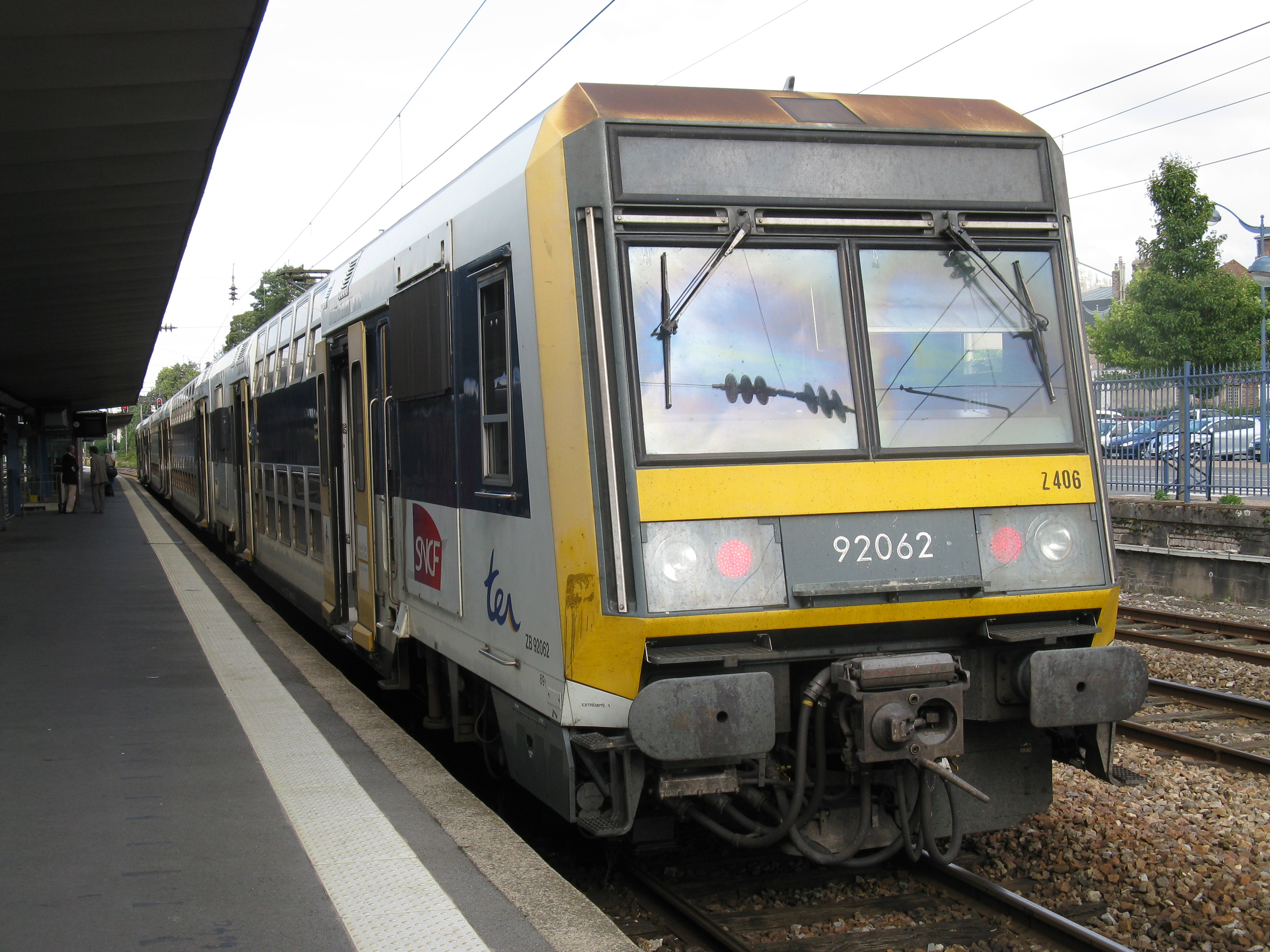
La Z 92061-62 du TER Nord-Pas-de-Calais stationnée en gare d'Arras.

Cette liste recense les éléments du parc de Z 92050, matériel roulant de la Société nationale des chemins de fer français (SNCF) circulant sur le réseau TER Nord-Pas-de-Calais jusqu'en décembre 2014.

## État du matériel
| Rame  | Engins      | Mise en service  | Région        | Dépôt             | Livrée actuelle         | Renumérotation en Z 20500 | Date de transformation en Z 20500 |
| ----- | ----------- | ---------------- | ------------- | ----------------- | ----------------------- | ------------------------- | --------------------------------- |
| Z 401 | Z 92051/052 | 4 juin 1996      | Île-de-France | STF Lignes E/P/T4 | Île-de-France Mobilités | Z 20889/90 (195A)         | 28 avril 2015                     |
| Z 402 | Z 92053/054 | 8 juillet 1996   | Île-de-France | STF Lignes E/P/T4 | Île-de-France Mobilités | Z 20891/92 (196A)         | 28 avril 2015                     |
| Z 403 | Z 92055/056 | 6 août 1996      | Île-de-France | STF Lignes E/P/T4 | Île-de-France Mobilités | Z 20893/94 (197A)         | 28 avril 2015                     |
| Z 404 | Z 92057/058 | 7 octobre 1996   | Île-de-France | STF Lignes E/P/T4 | Île-de-France Mobilités | Z 20895/96 (198A)         | 28 avril 2015                     |
| Z 405 | Z 92059/060 | 29 novembre 1996 | Île-de-France | STF Lignes E/P/T4 | Île-de-France Mobilités | Z 20897/98 (199A)         | 28 avril 2015                     |
| Z 406 | Z 92061/062 | 30 décembre 1996 | Île-de-France | STF Lignes E/P/T4 | Île-de-France Mobilités | Z 20899/900 (200A)        | 28 avril 2015                     |